# 静岡県立富士特別支援学校
静岡県立富士特別支援学校（しずおかけんりつ ふじとくべつしえんがっこう）は、静岡県富士市にある県立知的障害・肢体不自由特別支援学校。富士市の北部、大淵地区に位置し、間近に雄大な富士山を臨む。
1990年（平成2年）4月1日に開校（小学部・中学部）。翌年に高等部が開校。

## 概要
- 富士市および富士宮市内から通学可能であり、スクールバスは6路線運行している[2]。
- 本校は、富士市の福祉避難所に指定されている[3][4]。

## 沿革
- 平成元年（1989年）
  - 4月1日：富士地区新設義務学校設立準備委員長・委員2名発令
  - 12月13日：11月県議会で設置条例議決
- 平成2年（1990年）
  - 3月16日：南棟校舎竣工
  - 4月1日：「静岡県立富士養護学校」開校、初代校長 清水愛作 就任
  - 4月7日：開校式・小中学部入学式挙行
  - 7月31日：中棟・北棟校舎竣工
- 平成3年（1991年）
  - 1月31日：プール竣工
  - 3月8日：体育館竣工
  - 4月1日：高等部認可開設
- 平成4年（1992年）
  - 4月1日：文部省指定「社会の変化に対応した新しい学校運営に関する調査研究協力校」（2年間）
- 平成5年（1993年）
  - 4月1日：第2代校長 佐議衛 就任
- 平成6年（1994年）
  - 3月20日：南棟エレベーター設置
  - 4月1日：文部省指定「特殊教育実験学校（職業教育に関する研究）」（3年間）
- 平成7年（1995年）
  - 4月1日：第3代校長 佐野英雄 就任
- 平成9年（1997年）
  - 3月24日：屋外便所設置
  - 4月1日：高等部肢体重複認可
- 平成10年（1998年）
  - 4月1日：第4代校長 田中幸治 就任、高等部定員増認可
- 平成12年（2000年）
  - 1月30日：創立10周年記念学習発表会・創立10周年記念誌発行
  - 4月1日：高等部訪問教育認可
- 平成14年（2002年）
  - 4月1日：第5代校長 名倉慎一郎 就任
- 平成16年（2004年）
  - 4月1日：高等部知的重複学級認可
  - 6月25日：富士地区就業促進協議会発足
- 平成18年（2006年）
  - 4月1日：第6代校長 竹松敏雄 就任
- 平成19年（2007年）
  - 6月19日：富士地区障害児（者）支援連携協議会発足
- 平成20年（2008年）
  - 4月1日：校名を「静岡県立富士特別支援学校」に改称
- 平成21年（2009年）
  - 3月23日：新棟校舎竣工
  - 4月1日：第7代校長 増田淳子 就任
- 平成22年（2010年）
  - 2月23日：創立20周年記念式典・創立20周年記念誌発行
  - 4月1日：高等部分校設置準備委員長・委員6名発令
- 平成23年（2011年）
  - 3月9日：富士宮分校校舎竣工
  - 4月1日：富士宮分校開校
  - 4月7日：富士宮分校開校式・入学式挙行
- 平成24年（2012年）
  - 4月1日：第8代校長 永井峰子 就任
- 平成25年（2013年）
  - 12月：校歌 補作詞
- 平成27年（2015年）
  - 4月1日：第9代校長 小岱和代 就任
- 平成30年（2018年）
  - 4月1日：第10代校長 松本高治 就任
- 平成31年度（2019年度）
  - 開校30年を迎える
- 令和2年（2020年）
  - 4月1日：第11代校長 村木明広 就任
- 令和5年（2023年）
  - 4月1日：富士東高校の校内に富士東分校が開校
- 令和6年（2024年）
  - 4月1日：第12代校長 髙田宗享 就任

## 理念・校章・校歌
学校教育目標
「富士に向かってはばたく　たくましく生きる人」を育てる
学校経営のテーマ
「誰もが幸せを感じる学校」
目指す児童生徒像
「分かる・できる」を増やす
考え・伝え・やってみる
みんなで学び、進んで行動する
校章
霊峰富士を中心とする大自然と南望する駿河湾をイメージしてデザインされた。
校歌
作詞：清水愛作（初代校長）　作曲：四條隆章

## 設置学部
- 小学部
- 中学部
- 高等部
- 訪問教育部 ‐ 国立病院機構静岡富士病院のさくら病棟を中心に活動

## 児童・生徒数
372人（令和6年度）

## 主な行事
4月
- 入学式
- 始業式

5月
- 高等部体育祭
- 中学部運動会

10月
- 小学部運動会
- 修学旅行（中学部3年）

11月
- 修学旅行（小学部6年）

12月
- 高等部修学旅行

2月
- 高等部入学選考

3月
- 卒業式
- 修了式

## 地域とのつながり
富士特マルシェ
- 高等部の生徒による作業製品の校外販売活動である。生徒が製作したウッドチェア、陶器の皿、油吸収材「Qちゃん」などを、「ファミリーマート富士大淵店」や「大渕ふるさと村」などの地域の店舗やイベントスペースを活用して販売している。これらの製品は本校の保護者のみならず、地域住民にも好評を博しており、販売会では順番待ちの列ができることもある[6][7]。

近隣の学校との学校間交流
- 大淵第一小学校との交流（小学部）
  - 小学部3・4年生が大淵第一小学校の4年生と交流。
- 大淵中学校との交流（中学部）
  - 中学部1・2年生が大淵中学校の1年生と交流。親睦を深め、社会性を身につけることを目的に開催される。

## 全国的な実績
- 令和3年度　第1回全国ダウン症アスリート陸上競技記録会
  - （オンラインの部）　50m 立幅跳　ソフトボール投げ　1位、50m ソフトボール投げ　1位
  - （フォトコンテストの部）　2名入賞[8]
- 令和3年度　第21回全国障害者スポーツ大会　静岡県代表
- 令和4年度　第21回全国障害者スポーツ大会　静岡県代表
- 2021年に開催された第16回全国学校給食甲子園において、決勝大会に進出し、優秀賞を受賞[9]。
- 油の吸収材「Qちゃん」を開発し、「静岡県SDGsスクールアワード2023」で県教育長賞と企業賞を受賞[10]。
- 「エシカル甲子園２０２４」の本選奨励賞および「ぼうさい甲子園」特別賞受賞[11]

## 著名な卒業生
- 山口光男（陸上競技選手）
  - リオ・パラリンピックに走り幅跳び日本代表として出場[12][13]。

## アクセス
- 富士特別支援学校前（バス停）から約10m
- 富士市中心街から車で約20分